# Javelwasser
Eau de Javel (auch Javelwasser oder Javellewasser) ist eine wässrige Lösung von Kaliumhypochlorit (KClO), in einer Mischung mit  Kaliumchlorid (KCl). Eau de Javel bekam ihren Namen nach ihrem ersten Herstellungsort, dem französischen Städtchen Javel (früher Javelle, heute ein Teil von Paris), wo sie seit 1792 gewerblich als Bleichmittel hergestellt wurde. Bis ins 20. Jahrhundert schrieb sich die Ortschaft Javelle, weshalb die Chemikalie in älteren Chemiebüchern noch Eau de Javelle genannt wird.
Im Handel werden unter der Bezeichnung Javelwasser auch Lösungen mit Natriumhypochlorit anstelle von Kaliumhypochlorit angeboten, dann in einer Mischung mit Natriumchlorid. Hierfür findet auch die Bezeichnung Eau de Labarraque Verwendung.
Die in Deutschland angebotenen Chlorreiniger enthalten in der Regel Natriumhypochlorit.
Die wässrige Lösung ist gelb und von stechendem Geruch.

## Verwendung

Eau de Javel mit Natriumhypochlorit

Die Verwendung als Bleichmittel in der Textilindustrie geht auf Claude-Louis Berthollet zurück, der auch die entfärbende Wirkung entdeckt hat. Es wird zur Entfernung von Stockflecken empfohlen. Aufgrund seiner antimikrobiotischen (bakteriziden) Wirkung wird Eau de Javel auch zur Desinfektion verwendet; so wird Wasser in Schwimmbädern damit behandelt und es ersetzt das gefährliche Chlorgas. Auch wird Eau de Javel zur Oxidation von cyanidhaltigen Lösungen verwendet.
Javelwasser wird als 0,1- bis 0,5-prozentige Gebrauchslösung im Umgang mit Mikroorganismen zur Dekontamination verwendet. Die Dekontamination ist bei Viren, Bakterien und Pilzen (nur bedingt bei Sporen) wirksam. Für die Hautdesinfektion wird Javelwasser nicht eingesetzt.
Der Einsatz von Javelwasser für die Desinfektion von Korkrinde für das Verschließen von Weinflaschen ist problematisch, da entstehendes 2,4,6-Trichlorphenol von Mikroorganismen in 2,4,6-Trichloranisol umgewandelt werden kann. Der Geruch nach 2,4,6-Trichloranisol wird vom Weintrinker als unangenehm empfunden, der Wein riecht dann nach Kork. Bereits bei Konzentrationen von 30 µg/l ist 2,4,6-Trichloranisol wahrnehmbar.
Werden hypochlorithaltige Mittel mit ammoniakhaltigen Reinigern vermischt, so bilden sich Chloride und elementarer Stickstoff und die Mittel verlieren ihre Wirksamkeit.

## Bildung von Chlorgas
Bleichmittel auf Hypochlorit-Basis dürfen nicht mit Säuren oder sauren Reinigungsmitteln gemischt werden, da sonst das giftige Chlorgas entsteht.
Auch eine Erwärmung von Hypochlorit-haltigen Reinigungsmitteln kann zur Bildung von Chlorgas führen.